# Jean Ier (évêque de Lisieux)
Pour les articles homonymes, voir Jean Ier.
Jean (Iohannes) est un évêque de Lisieux de la première moitié du XIIe siècle.

## Famille
Jean est le fils de Normand, doyen de Sées. Il a un frère Hardouin, seigneur de Neuville et deux neveux: Jean de Neuville, évêque de Sées, et d'Arnoul de Lisieux, son successeur à l'évêché.

## Biographie
Il suit son éducation à l'église de Sées, où il brille par son éloquence et sa sagesse. Il est remarqué par le roi d'Angleterre qui en fait un de ses chapelains.
Jean est ordonné prêtre en septembre 1107 par Serlon d'Orgères, évêque de Sées, avant d'être consacré évêque de Lisieux par Guillaume Bonne-Âme, archevêque de Rouen, mettant ainsi fin à une période trouble.
Il assiste, en 1110, au mariage d'Henri V, empereur romain germanique et Mathilde, fille du roi d'Angleterre Henri Ier. Et en juin 1119 au mariage célébré à Lisieux entre Guillaume Adelin, fils du roi d'Angleterre et Mathilde d'Anjou, fille de Foulques V, comte d'Anjou,.
Il assiste en 1123 aux funérailles de Serlon. Il consacre abbés de Saint-Évroult Garin des Essarts le 24 mai 1123 et Renouf le 6 novembre 1140.
Il favorise la construction d'églises et se montre généreux envers les établissements monastiques. Il assiste le 21 mars 1126 à la dédicace de la cathédrale de Sées par Jean de Neuville,.
Ce serait sur son conseil qu'Henri Ier marie Mathilde à Geoffroy V d'Anjou.
En 1141, il se rallie à Geoffroi, comte d'Anjou et du Maine. En mai, de retour de Caen il tombe malade. Il meurt le 21 mai et est inhumé devant l'autel Saint-Michel de la cathédrale de Lisieux par Rotrou de Warwick, évêque d'Évreux et Renouf, abbé de Saint-Évroult.